# Nikandr Chíbisov
Nikandr Evlámpievich Chíbisov (en ruso: Ни́кандр Евла́мпиевич Чи́бисов; Romanovskaya, óblast del Voisko del Don, Imperio ruso; 12 de octubrejul./ 24 de octubre de 1892greg. - Minsk, Unión Soviética; 20 de septiembre de 1959) fue un líder militar del Ejército Rojo que combatió durante la Segunda Guerra Mundial, se distinguió especialmente durante el Cruce del Dniéper, en dicha batalla recibió el título de Héroe de la Unión Soviética. Así mismo alcanzó el grado militar de coronel general.

## Biografía

### Infancia y juventud
Nikandr Chíbisov, nació el 24 de octubre de 1892, en el pueblo de Romanovskaya, óblast del Voisko del Don, Imperio ruso (ahora el distrito Volgodonsk, óblast de Rostov) en el seno de una familia de clase trabajadora (según el registro del Ejército Imperial Ruso - de la clase media), de ascendencia cosaca.
Se graduó de 4 clases en el Seminario Teológico del Don en 1912. En junio de 1912 aprobó el examen de voluntario de 2.ª categoría. Trabajó como jefe de un almacén agrícola en el departamento de tierras de la aldea de Kletskaya en el óblast del Voisko del Don.
Reclutado para el servicio militar en el Ejército Imperial Ruso en octubre de 1914. Se desempeñó como soldado raso en el Regimiento Jaeger hasta marzo de 1915, se graduó del equipo de entrenamiento del regimiento, posteriormente. Se graduó de la Escuela de Suboficiales de Peterhof en 1915, y desde julio de este año, luchó en los Frentes Oeste y Sudoeste de la Primera Guerra Mundial como parte del Regimiento Jaeger: oficial subalterno y comandante de compañía, capitán de personal. Se le concedió la Orden de San Jorge, de 3.ª Clase.
A principios de 1917, resultó herido de bala, después de recuperarse, se desempeñó como comandante en los batallones de etapa 2 y 3 de guardias, luego fue comandante de la etapa combinada del Frente Suroccidental en Lutsk. Cuando comenzó la intervención alemana en febrero de 1918, las tropas alemanas lo hicieron prisionero en Lutsk, pero pronto escapó junto con un grupo de soldados y llegó a Petrogrado, donde se unió al Ejército Rojo.

### Guerra civil rusa
Fue uno de los primeros voluntarios en incorporarse al Ejército Rojo en febrero de 1918. Primero, comandó un pelotón en un puesto fronterizo en la frontera con Finlandia en el istmo de Carelia, luego como comandante de pelotón del 7.º Batallón de Peterhof luchó contra los finlandeses en la región de Kemi. A partir de agosto de 1918, fue nombrado comandante de una compañía en el noveno regimiento de fusileros del séptimo ejército, y desde noviembre de 1918, ejerció como comandante de batallón en el 166.º regimiento de fusileros, participó en batallas contra las tropas antibolcheviques del general Nikolái Yudénich y en la batalla por Narva.
Desde finales de abril de 1919, resultó herido el comandante del 86 ° Regimiento de Infantería y Nikandr Chibisov, ocupó su lugar al frente del regimiento, con el cual luchó en la dirección de Pskov contra las tropas de la Guardia Blanca. Desde diciembre de 1918, fue Subjefe del Estado Mayor de la 30.º Brigada de Fusileros de la 10.ª División de Fusileros del 16.º Ejército del Frente Occidental, con la que luchó contra los polacos durante la guerra soviético-polaca de 1920. A principios de 1921, participó en la represión de los levantamientos campesinos antisoviéticos en las regiones de Tambov y Vorónezh (véase Rebelión de Tambov).

### Período de entreguerras
Desde noviembre de 1921 estuvo en la reserva a disposición del Cuartel General de las Fuerzas Especiales (ChON) de la República, entonces subdirector del 1.er departamento y jefe de la unidad operativa - primer subdirector de personal del ChON en Pskov. Desde noviembre de 1923, sirvió durante muchos años en el Distrito Militar de Leningrado: Subjefe de Estado Mayor del 1.er Cuerpo de Fusileros, desde noviembre de 1924, jefe de la parte operativa de la sede de este cuerpo, desde febrero de 1926, jefe de Estado Mayor de la 16.º División de Fusileros, desde enero de 1927 - Subjefe, y desde agosto de 1930, nuevamente jefe de Estado Mayor de esta división.
Graduado de la Academia Militar Frunze del Ejército Rojo en 1935. Luego volvió a encabezar el cuartel general de la 16.º División de fusileros. Desde noviembre de 1936 fue el jefe del segundo departamento de la sede del Distrito Militar de Leningrado. Desde agosto de 1937, comandante de la 85.º División de fusileros del distrito militar de los Urales. De marzo a mayo de 1938, asumió el puesto de comandante del 4.º Cuerpo de fusileros del Distrito Militar de Bielorrusia.
El 15 de junio de 1938 fue nombrado jefe de Estado Mayor del Distrito Militar de Leningrado. Durante la Guerra de Invierno fue jefe de Estado Mayor del 7.º Ejército del Frente del Noroeste. Desde julio de 1940, Subcomandante del Distrito Militar de Leningrado y desde enero de 1941, Subcomandante del Distrito Militar de Odesa.

### Segunda Guerra Mundial
Tras la invasión alemana de la Unión Soviética, las tropas del Distrito Militar de Odesa se transformaron en el 9.º Ejército Independiente, y Chibisov de junio a agosto de 1941 actuó como comandante de las tropas del distrito, principalmente involucrado en la movilización y formación de reclutas y unidades. Del 15 de julio al 27 de julio de 1941, también comandó temporalmente las tropas del Ejército Costero Independiente, durante la Batalla de Odesa, hasta la llegada del teniente general Georgi Sofronov de Moscú que se hizo cargo del ejército. Durante un breve espacio de tiempo estuvo al mando del Ejército de Reserva del Frente Sur, cuya formación nunca se completó.
A finales de julio fue enviado al Frente de Briansk en el cargo de subcomandante de las tropas del frente, al mismo tiempo que era el comandante del grupo operativo de fuerzas del Frente de Briansk. Del 7 al 12 de julio de 1942, fue nombrado de forma temporal comandante del Frente de Briansk en sustitución del general Filip Gólikov el cual fue destituido por Zhúkov debido a su pobre actuación, luego, nuevamente, fue nombrado Comandante Adjunto de dicho frente.
Desde agosto de 1942 fue nombrado Comandante del 38.º Ejército integrado en el Frente de Briansk (Konstantín Rokossovski) y desde septiembre de 1942 en el Frente de Vorónezh. Bajo el mando de Chibisov, el 38.º Ejército ocupó y conservó posiciones defensivas cerca de Vorónezh durante toda la segunda mitad de 1942 y mantuvo firmemente sus posiciones. En enero-marzo de 1943, el ejército participó en la Ofensiva Vorónezh-Kastórnoe y en la Batalla de Járkov (1943) también conocida como la tercera batalla de Járkov. Durante la etapa defensiva de la batalla de Kursk (5 al 23 de julio), el ejército participó en repeler la ofensiva en las áreas de Oboyan y Projorov (véase batalla de Projorovka). El 38.º Ejército bajo su mando tuvo un papel secundario durante la mayor parte de la Batalla de Kursk debido a que estaba situado en el centro del dispositivo soviético muy lejos de la penetraciones alemanas en los flancos de la zona de Kursk.

El general Nikandr Evlampievich Chibisov asumió recientemente el mando del 38.º Ejército, antes de que fuera comandante adjunto del Frente de Briansk. Según sus datos, ciertamente estaba en su lugar, estaba al mando del ejército sin problemas. Me sentí un poco avergonzado por su parsimonia, tal vez incluso flema. Me gustaría que el comandante reaccionara a todo más rápido. Pero este es el carácter de una persona, no es tan fácil rehacerlo.
Mariscal de la Unión Soviética Konstantín Rokossovski

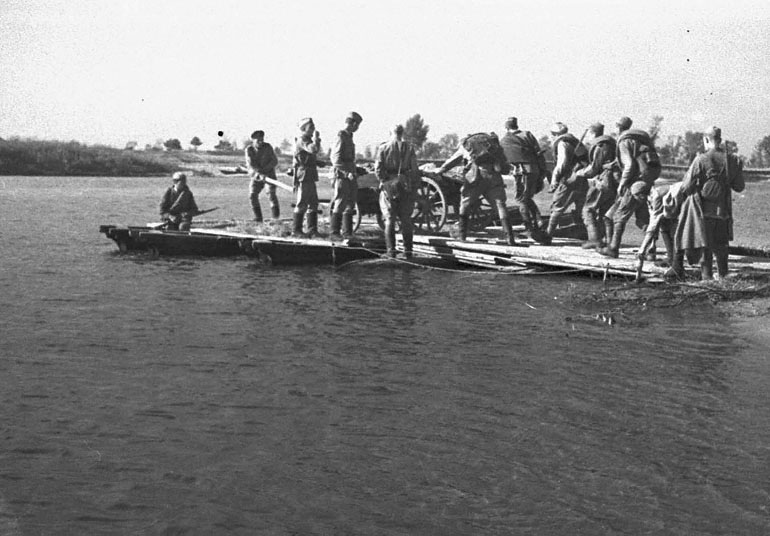
Tropas soviéticas cruzando el Río Dniéper en balsas improvisadas, 1943

Posteriormente comandó con éxito el 38.º Ejército durante la Batalla del cruce del Dniéper. En la operación Sumy-Priluki, las unidades del ejército liberaron las ciudades de Sumy (2 de septiembre), Romny (16 de septiembre), Příluka (18 de septiembre, en cooperación con el 40.º Ejército), a finales de septiembre cruzaron el río Dniéper al norte de Kiev y crearon la cabeza de puente de Lyutezhsky, luego sosteniendo firmemente y expandiéndolo enormemente a pesar de los salvajes contraataques alemanes.
Por su destacada actuación durante la batalla del Dniéper, el Presídium del Sóviet Supremo de la Unión Soviética mediante decreto fechado el 29 de octubre de 1943 concede al coronel general Nikandr Evlámpievich Chíbisov el título de Héroe de la Unión Soviética con la condecoración de la Orden de Lenin y la medalla de la Estrella de Oro (N.º 1220).
Sin embargo, el 27 de octubre de 1943, fue destituido del puesto de comandante del ejército, en gran parte debido a los esfuerzos de un miembro del Consejo Militar del Frente Vorónezh, el futuro líder de la Unión Soviética Nikita Jrushchov. El 21 de noviembre de 1943, fue nombrado comandante del 3.er Ejército de Choque del Primer Frente Báltico, el 15 de febrero de 1944 el 3.er Ejército de Choque fue transferido al Segundo Frente Báltico al mando del general del ejército Markián Popov, en el norte de Rusia, en los alrededores de Leningrado. Allí participó en la Ofensiva de Leningrado-Novgorod. Posteriormente, el 1 de abril de 1944, fue transferido al mando del 1.er Ejército de Choque integrado en el Segundo Frente Báltico. Sin embargo, en este puesto no pudo trabajar bien con el comandante de las tropas del frente el general de ejército Andrei Yeriómenko y en mayo de 1944 fue destituido y regresó a Moscú.
El 22 de mayo de 1944, fue nombrado Jefe de la Academia Militar Frunze puesto en el que permaneció hasta el final de la guerra. El 24 de junio de 1945, participó en el histórico Desfile de la Victoria en la Plaza Roja de Moscú como comandante de la citada academia.

## Posguerra
Permaneció en su puesto al frente de la Academia Militar Frunze hasta octubre de 1948, posteriormente, en marzo de 1949 fue nombrado, Vicepresidente del Comité Central del DOSAAF, «Sociedad Voluntaria de Ayuda al Ejército, Fuerza Aérea y Marina» la organización deportiva paramilitar de la Unión Soviética, hasta octubre de 1949, que ocupó el puesto de Subcomandante en Jefe del Distrito Militar de Bielorrusia donde permaneció hasta su retiro en 1954.
Murió el 20 de septiembre de 1959 en Minsk (Bielorrusia), y fue enterrado en el cementerio militar de Minsk.

## Promociones
- Coronel  (13 de diciembre de 1935)
- Kombrig (17 de febrero de 1938)
- Komdiv  (4 de noviembre de 1939)
- Komkor (21 de marzo de 1940)
- Teniente general (4 de junio de 1940)
- Coronel general (7 de noviembre de 1943).[10]

## Condecoraciones
Nikandr Evlampievich Chibisov recibió las siguientes condecoraciones soviéticas:
- Héroe de la Unión Soviética (29 de octubre de 1943)
- Orden de Lenin, tres veces (21 de marzo de 1940, 29 de octubre de 1943 y 21 de febrero de 1945)
- Orden de la Bandera Roja, tres veces (22 de febrero de 1938; 3 de noviembre de 1944 y 24 de junio de 1948)
- Orden de Suvórov de 1.er grado (2 de agosto de 1943)
- Orden de San Jorge de 3.er grado (Imperio ruso)
- Medalla por la Defensa de Odesa
- Medalla por la Victoria sobre Alemania en la Gran Guerra Patria 1941-1945
- Medalla del 20.º Aniversario del Ejército Rojo de Obreros y Campesinos
- Medalla del 30.º Aniversario de las Fuerzas Armadas de la URSS
- Medalla del 40.º Aniversario de las Fuerzas Armadas de la URSS
- Medalla Conmemorativa del 800.º Aniversario de Moscú.